# Patriottismo (film)
Patriottismo (憂国?, Yūkoku) è un mediometraggio di 30 min prodotto nel 1966 e scritto, diretto ed interpretato da Yukio Mishima. In lingua inglese intitolato The Rite of Love and Death.
Il film tratta la vicenda drammatica di un ufficiale militare che commette il suicidio rituale giapponese (seppuku).
Mishima aveva già nel 1960 scritto un racconto breve intitolato proprio Patriottismo ed ispirato alla stessa vicenda: la storia segue gli ultimi momenti di vita del tenente Shinji e della sua giovane sposa Reiko (il libro viene pubblicato nel 1961). L'attrazione ed il fascino nei confronti della morte e dell'etica dei samurai vengono espressi quando l'ufficiale si apre il ventre con la spada.
Dopo il suicidio di Mishima la vedova impedì la distribuzione del film e cercò di distruggerne tutte le copie disponibili, tanto che per molto tempo si credette perduto per sempre: ciò fino al 2005 quando, dieci anni dopo la morte della donna, vennero alla luce i negativi originali.
È uscito in DVD in Giappone l'anno successivo distribuito dalla Toho e a partire dal 2008 fatto conoscere a livello internazionale.